# 2.º Batalhão de Infantaria Motorizado (Escola)
O 2.º Batalhão de Infantaria Motorizada (Escola) (2.º B I Mtz (Es)), também conhecido como Regimento Avaí / (Dois de Ouro), é uma unidade do Exército Brasileiro, localizada no Rio de Janeiro, no estado do Rio de Janeiro e vinculada ao Grupamento de Unidades-Escola - 9.ª Brigada de Infantaria Motorizada, sediado na mesma cidade.

## História

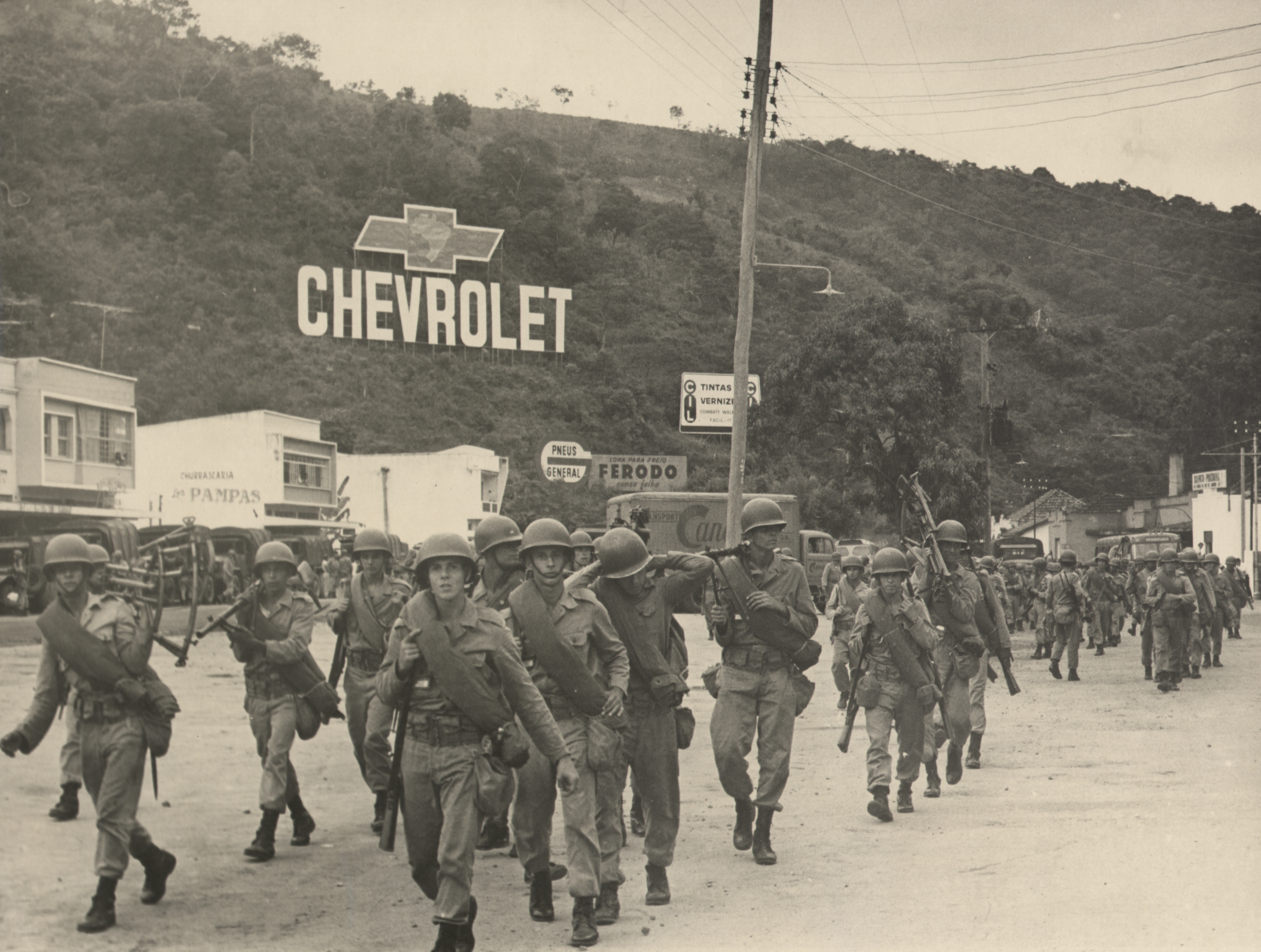
2º RI em Areal em 1964

O batalhão traça a sua história ao “Terço do Rio de Janeiro (o Novo)”, assim chamado para diferenciar-se do Terço Velho, fundado em 1567. O Terço Novo surgiu em 1699 em reação à ameaça das invasões francesas. As precárias defesas do Rio de Janeiro repeliram um ataque francês em 1710, mas foram derrotadas numa nova batalha em 1711. A genealogia do Terço Velho, por sua vez, é hoje traçada pelo 1.º Batalhão de Infantaria Mecanizado (Escola). A história do 2º Batalhão traça então suas denominações como “2º Regimento de Infantaria”, em 1793, “2º Batalhão de Fuzileiros da Corte” e, na Guerra do Paraguai, como o “10º Batalhão de Infantaria”.
Em 1908, a união desse batalhão com o 23º e 38º formou o 2º Regimento de Infantaria (RI). Em 1922 ele fazia parte da 1º Brigada de Infantaria, subordinada, por sua vez, à 1ª Divisão de Infantaria (1ª DI) e sediado na Vila Militar. Em 1938 passou a ser um dos componentes da nova Infantaria Divisionária da 1ª DI.
A partir de 1956, o Batalhão Suez, participação do Exército Brasileiro na primeira Força de Emergência das Nações Unidas entre o Egito e Israel, foi organizado no quartel do 2º RI, formando o 3º Batalhão do regimento. Em 1961 a 2ª Companhia do regimento foi transportada a Florianópolis para reforçar o Exército e Marinha locais, que não haviam aderido à Campanha da Legalidade. No golpe de Estado no Brasil em 1964 o 2º RI integrava as forças do general legalista Luís Tavares da Cunha Melo, enviado para enfrentar o Destacamento Tiradentes vindo de Minas Gerais. Na tarde de 1º de abril ele assumiu posições defensivas à frente da cidade de Areal, no interior fluminense, mas antes da ocorrência de combate o general, disposto a combater, foi informado do desmoronamento do dispositivo militar governista e negociou o fim de sua resistência.
Em 1968 o então Grupamento de Unidades Escola (GUEs) foi transformado na 1ª Brigada de Infantaria, e o 1º Batalhão do 2º RI transferido a ele. Alguns anos depois esse batalhão recebeu sua denominação atual e foi transferido ao novo GUEs ou 9ª Brigada de Infantaria.